# Vanessa Hinzová
Vanessa Hinzová (* 24. března 1992 Mnichov) je bývalá německá biatlonistka, trojnásobná mistryně světa a vítězka ženské štafety na juniorském šampionátu v rakouském Obertilliachu. Jejím největším úspěchem jsou dvě zlaté medaile z ženské štafety na Mistrovství světa v biatlonu 2015 ve finském Kontiolahti a na Mistrovství světa v biatlonu 2017 v rakouském Hochfilzenu, kde triumfovala i se smíšenou štafetou.
Ve světovém poháru zvítězila jednou v závodu s hromadným startem v Kontiolahti v sezóně 2017/18. Mnohokrát také dokázala zvítězit s ženskou a smíšenou německou štafetou.
V únoru roku 2023 oznámila konec své kariéry.

## Výsledky

### Olympijské hry a mistrovství světa
| Sezóna  | D   | Místo         | SP  | SZ  | HZ  | IZ  | ŠT | SŠT | SZD | Věk    |
| ------- | --- | ------------- | --- | --- | --- | --- | -- | --- | --- | ------ |
| 2014/15 | MS  | Kontiolahti   | 48. | 33. | –   | 44. | 1. | –   | ×   | 22 let |
| 2015/16 | MS  | Oslo          | 61. | –   | –   | 37. | –  | –   | ×   | 23 let |
| 2016/17 | MS  | Hochfilzen    | 6.  | 20. | 20. | 8.  | 1. | 1.  | ×   | 24 let |
| 2017/18 | ZOH | Pchjongčchang | 5.  | 13. | 25. | –   | –  | 4.  | ×   | 25 let |
| 2018/19 | MS  | Östersund     | 65. | –   | –   | 19. | 4. | 2.  | –   | 26 let |
| 2019/20 | MS  | Anterselva    | 14. | 5.  | 17. | 2.  | 2. | –   | –   | 27 let |
| 2020/21 | MS  | Pokljuka      | 12. | 6.  | 10. | 33. | 2. | –   | –   | 28 let |
| 2021/22 | ZOH | Peking        | 55. | 21. | 15. | 14. | 3. | –   | ×   | 29 let |

Poznámka: Výsledky z mistrovství světa se započítávají do celkového hodnocení světového poháru, výsledky z olympijských her se dříve započítávaly, od olympijských her v Soči se nezapočítávají.

### Juniorská mistrovství
| Sezóna  | D   | Místo        | SP | SZ | IZ  | ŠT | Věk    |
| ------- | --- | ------------ | -- | -- | --- | -- | ------ |
| 2012/13 | MSJ | Obertilliach | 9. | 4. | 19. | 1. | 20 let |

## Vítězství v závodech světového poháru

### Individuální
| Č. | sezóna    | datum           | místo               | disciplína                |
| -- | --------- | --------------- | ------------------- | ------------------------- |
| 1. | 2017/2018 | 11. března 2018 | Kontiolahti, Finsko | závod s hromadným startem |

### Kolektivní
| Datum             | místo                     | disciplína      |
| ----------------- | ------------------------- | --------------- |
| 13. prosince 2014 | Hochfilzen, Rakousko      | štafeta         |
| 13. března 2015   | Kontiolahti, Finsko (MS)  | štafeta         |
| 11. prosince 2016 | Pokljuka, Slovinsko       | štafeta         |
| 12. ledna 2017    | Ruhpolding, Německo       | štafeta         |
| 22. ledna 2017    | Anterselva, Itálie        | štafeta         |
| 9. února 2017     | Hochfilzen, Rakousko (MS) | smíšená štafeta |
| 17. února 2017    | Hochfilzen, Rakousko (MS) | štafeta         |
| 10. prosince 2017 | Hochfilzen, Rakousko      | štafeta         |
| 8. února 2019     | Canmore, Kanada           | štafeta         |
| 16. ledna 2021    | Oberhfof, Německo         | štafeta         |

#### Profily
- Vanessa Hinzová v databázi Mezinárodní biatlonové unie (anglicky)